# Region Chūbu
Region Chūbu (jap. 中部地方 Chūbu-chihō) – centralny region geograficzny na Honsiu, głównej wyspie Japonii. 

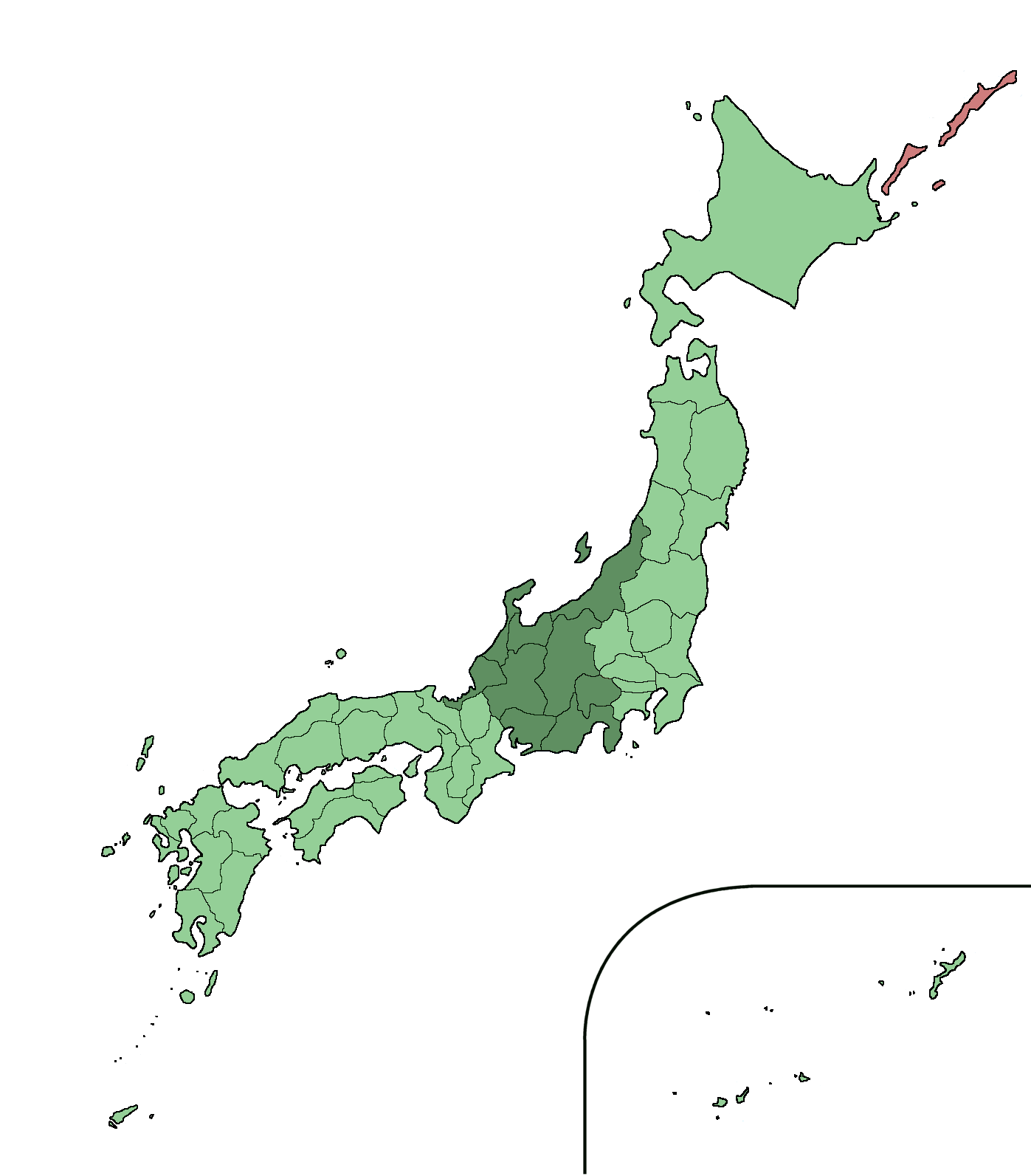
Region Chūbu

Region Chūbu graniczy z trzema innymi: od północnego wschodu z Tōhoku, od wschodu z Kantō, a od zachodu z Kinki. Od północy region oblewa Morze Japońskie, od południa Pacyfik. W środkowej części znajdują się Alpy Japońskie oraz najwyższa góra Japonii – Fudżi. Głównym miastem jest Nagoja.
Region ten tworzą następujące prefektury: Aichi, Fukui, Gifu, Ishikawa, Nagano, Niigata, Shizuoka, Toyama, Yamanashi. Czasami do tej dziewiątki dodaje się jeszcze Mie z uwagi na silne powiązania gospodarcze szczególnie z prefekturami Aichi i Gifu. Istnieje jeszcze podział włączający do regionu prefekturę Mie, ale wykluczający wtedy Yamanashi.
Region Chūbu dzieli się na trzy główne podregiony: Tōkai w strefie wybrzeża Pacyfiku, Hokuriku w strefie wybrzeża Morza Japońskiego oraz Kōshin’etsu obejmujący pozostałe obszary.
W pobliżu Nagoi znajdują dwa lotniska: Międzynarodowy Port Lotniczy Chūbu (ang. Chubu Centrair International Airport) na sztucznej wyspie, w Tokoname oraz lotnisko do obsługi linii krajowych Nagoya Airfield (jap. Nagoya Hikōjō) znane także jako Komaki Airport lub Nagoya Airport.
Główne atrakcje regionu to:
- Takayama;
- zamki w Matsumoto i Inuyamie;
- gorące źródła Bessho Onsen;
- Park Narodowy Chūbu-Sangaku;
- Kanazawa.

## Galeria

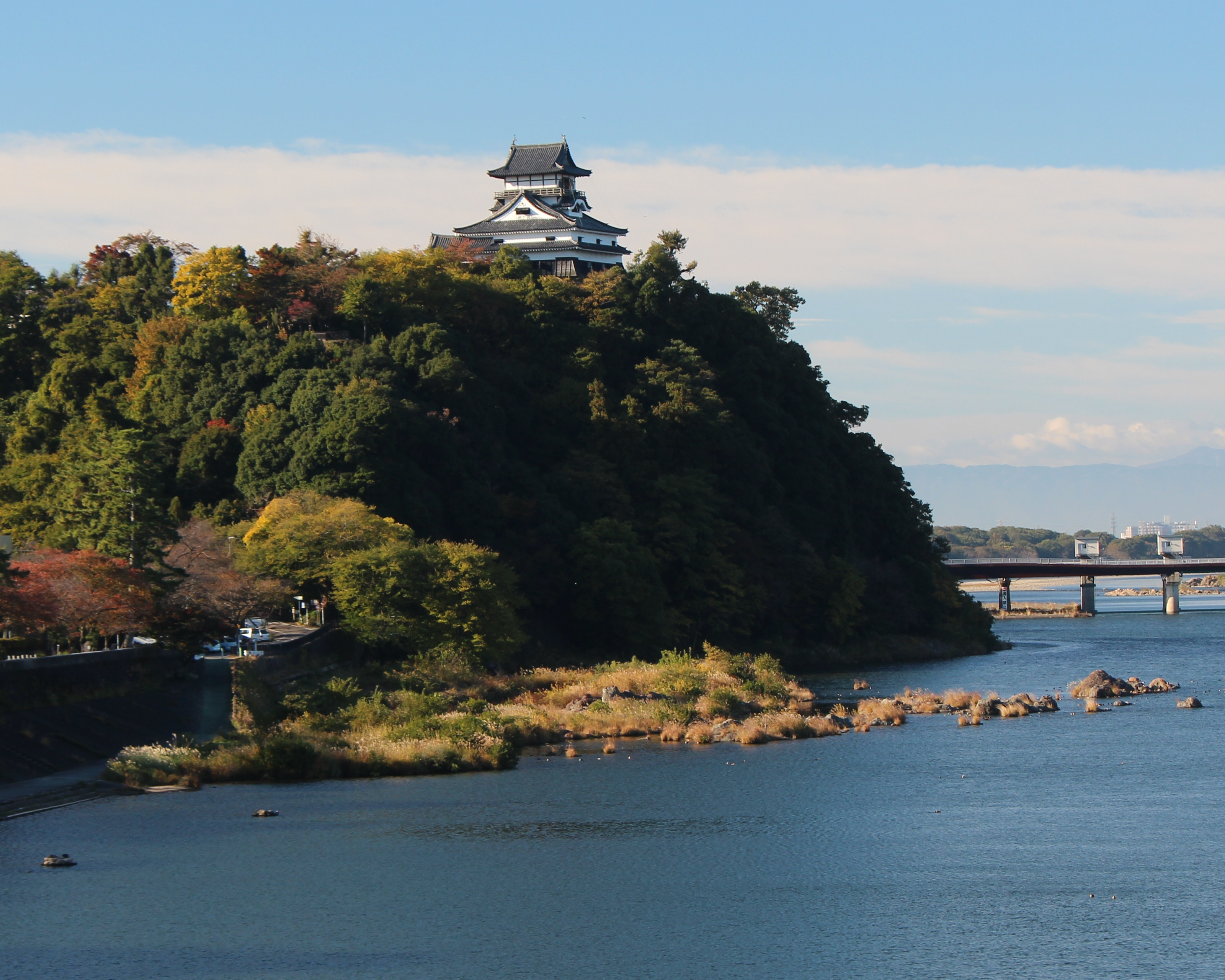
Zamek Inuyama
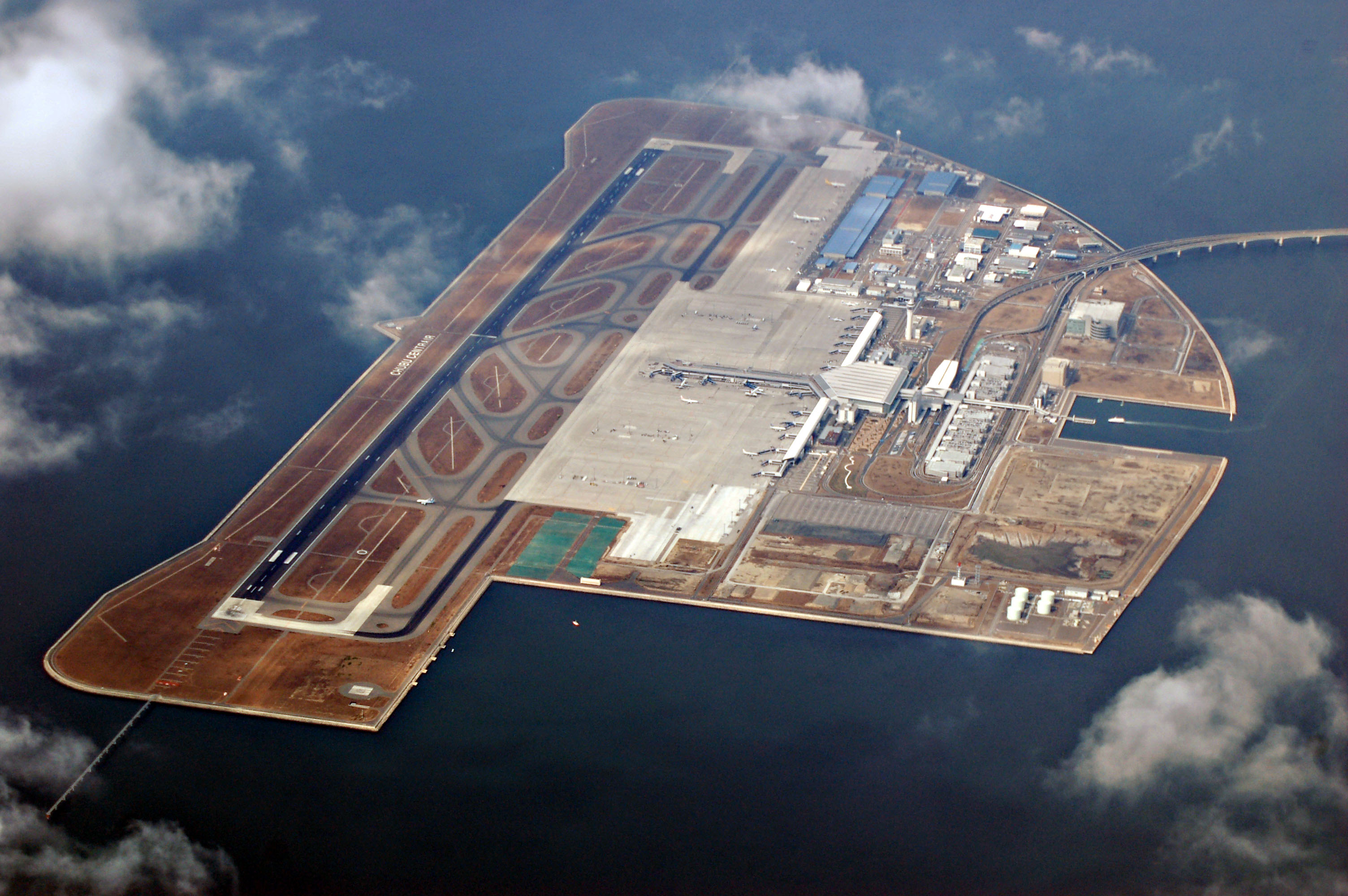
Chubu International Airport
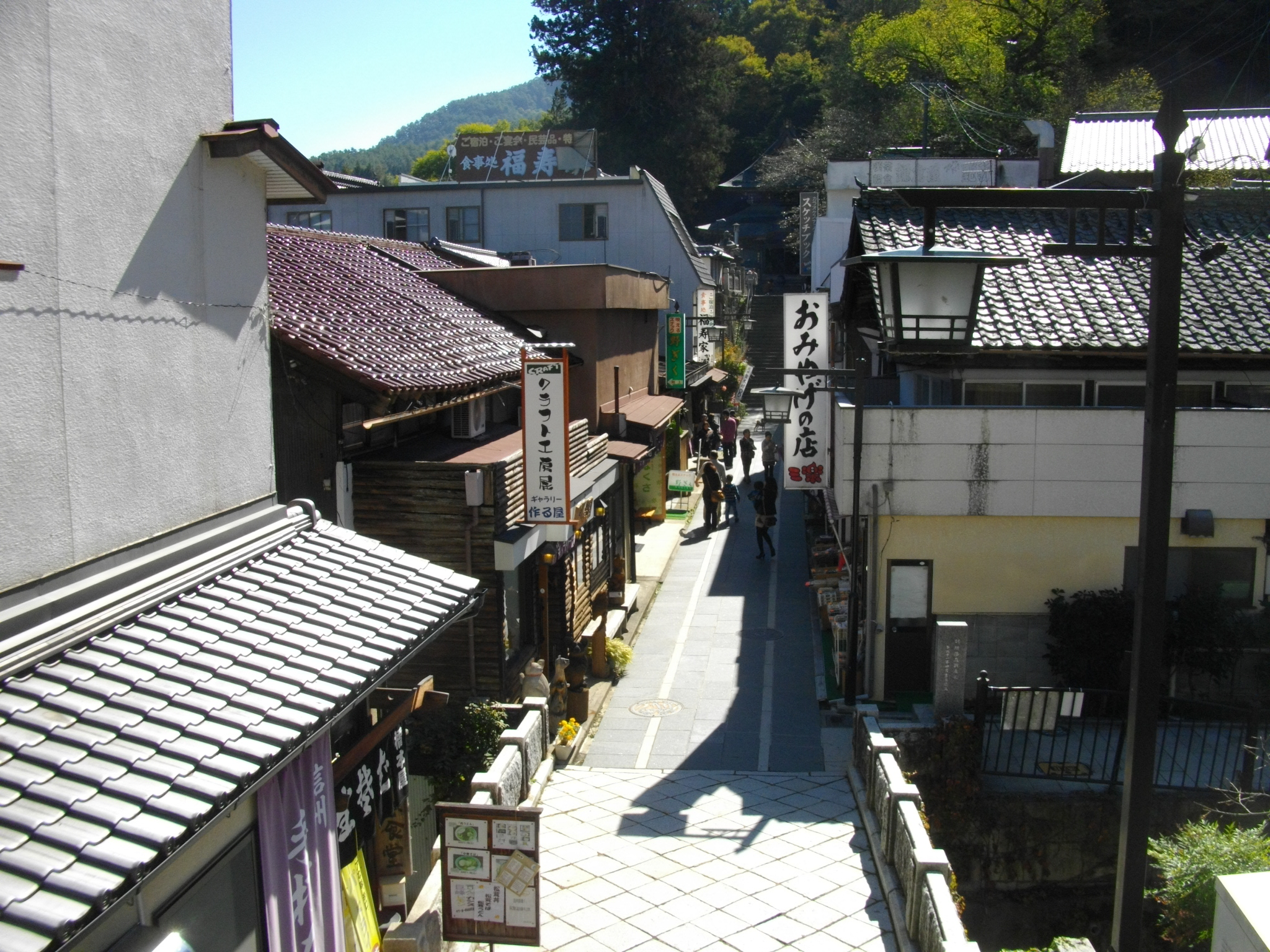
Bessho Onsen